# Bảo tàng Quốc gia Przemyśl
Bảo tàng Quốc gia Przemyśl (tiếng Ba Lan: Muzeum Narodowe Ziemi Przemyskiej) là một viện bảo tàng ở thị trấn Przemyśl, tỉnh Podkarpackie, Ba Lan.

## Lịch sử
Bảo tàng được thành lập vào năm 1909 với cái tên gọi là Bảo tàng Hiệp hội Những người bạn Khoa học ở Przemyśl. Bảo tàng chính thức mở cửa và ra mắt cuộc triển lãm đầu tiên vào ngày 10 tháng 4 năm 1910. Bộ sưu tập lúc này của bảo tàng đến từ các nhà sưu tập Kazimierz và Tadeusz Osiński cùng nhiều thành viên sáng lập khác của bảo tàng. Đến năm 1921, sau khi bảo tàng trở thành thành viên của Liên minh các bảo tàng lịch sử và nghệ thuật ở Poznań, bảo tàng chính thức lấy tên là Bảo tàng Quốc gia Przemyśl như ngày nay.

## Triển lãm
Ngày nay, bảo tàng tổ chức các cuộc triển lãm thường trực về nhiều chủ đề như: pháo đài Przemyśl, hay thời kỳ tiền sử và thời Trung cổ của khu vực Przemyśl. Các cuộc triển lãm tạm thời của bảo tàng hướng đến các chủ đề như: hội họa, đồ thủ công mỹ nghệ, hay các kỷ vật trong Thế chiến thứ hai.